# Lista över falska vänner
Det här en lista med exempel på falska vänner med anknytning till svenska, för andra språk än engelska, tyska och de nordiska språken. 
Följande listor finns för vissa språk:
- Lista över falska vänner mellan svenska och övriga nordiska språk
- Lista över falska vänner mellan svenska och engelska
- Lista över falska vänner mellan svenska och tyska.

Nedanstående lista är för övriga språk.
| Utländskt ord                                                              | Liknar i svenskan      | Betyder egentligen                                              |
| -------------------------------------------------------------------------- | ---------------------- | --------------------------------------------------------------- |
| arubaito (アルバイト)(japanska) 아르바이트 (areubaiteu)(koreanska)         | arbete                 | extraknäck                                                      |
| bastante (spanska)                                                         | bastant                | ganska                                                          |
| bimbō (japanska)                                                           | bimbo                  | fattig                                                          |
| bombe (ボンベ)                                                             | bomb                   | gasflaska                                                       |
| caldo (italienska)                                                         | kall                   | varm                                                            |
| casino (italienska)                                                        | kasino                 | bordell                                                         |
| compromiso (spanska)                                                       | kompromiss             | löfte                                                           |
| data (polska), дата (ryska)                                                | data                   | datum                                                           |
| din (nordsamiska)                                                          | din                    | er                                                              |
| dy (albanska)                                                              | du                     | två                                                             |
| ego (latin)                                                                | ego                    | jag                                                             |
| fica (italienska)                                                          | fika                   | fitta                                                           |
| fietsen (nederländska)                                                     | fisa                   | cykla                                                           |
| 그림 (geurim) (koreanska)                                                  | grym                   | bild                                                            |
| hai (japanska)                                                             | haj                    | ja                                                              |
| hakka (japanska)                                                           | hacka                  | mint                                                            |
| hane (japanska)                                                            | hane (hanne)           | fjäder, vinge                                                   |
| hikka (japanska)                                                           | hicka                  | problem man ådragit sig genom något man skrivit (oöversättligt) |
| hora (spanska)                                                             | hora                   | timme                                                           |
| hora (tjeckiska)                                                           | hora                   | berg (se Kutna Hora)                                            |
| i (latin)                                                                  | i                      | gå! (imperativ)                                                 |
| i (polska), и (ryska)                                                      | i                      | och                                                             |
| идёт (idjot) (ru)                                                          | idiot                  | han/hon/det går                                                 |
| ike (japanska)                                                             | icke                   | gå! (imperativ)                                                 |
| is (latin)                                                                 | is                     | du går, den (pronomen i maskulinum)                             |
| jo (albanska)                                                              | jo                     | nej                                                             |
| kakka (japanska)                                                           | kacka                  | ers höghet                                                      |
| 칼 (kal) (koreanska)                                                       | kall                   | kniv                                                            |
| keiso (珪素) (japanska)                                                    | keso                   | kisel                                                           |
| kissa (finska)                                                             | kisse                  | katt                                                            |
| kolik (tjeckiska)                                                          | kolik                  | hur mycket?                                                     |
| konkurs (polska), Конкурс (ryska), concorso (italienska)                   | konkurs                | tävling                                                         |
| kruk (polska)                                                              | kråka                  | korp                                                            |
| kurva (tjeckiska, slovakiska, serbiska) kurwa (polska) (varning, fult ord) | kurva                  | hora, fitta                                                     |
| latte (italienska)                                                         | latte                  | mjölk                                                           |
| magasin (franska), магазин (magasin) (ryska)                               | magasin (lagerbyggnad) | varuhus, butik                                                  |
| makka (japanska)                                                           | macka                  | illröd                                                          |
| mama (georgiska)                                                           | mamma                  | pappa                                                           |
| man (japanska, koreanska)                                                  | man                    | tiotusen                                                        |
| 만 (man) (koreanska)                                                       | man                    | bara, endast                                                    |
| men (nederländska)                                                         | men                    | man (opersonligt pronomen)                                      |
| min (nordsamiska)                                                          | min                    | vår(an)                                                         |
| misa (spanska)                                                             | missa                  | mässa                                                           |
| multa (italienska)                                                         | muta                   | böter                                                           |
| mutta (finska)                                                             | mutta                  | men                                                             |
| ναι (ne) (grekiska)                                                        | nej                    | ja                                                              |
| nous (franska), noi (italienska)                                           | ni                     | vi                                                              |
| nyā (japanska)                                                             | nja                    | mjau                                                            |
| osto (esperanto)                                                           | ost                    | ben (skelett)                                                   |
| pappa (italienska)                                                         | pappa (far)            | barnmat men också hallick                                       |
| pisa! (spanska)                                                            | pissa                  | trampa!                                                         |
| portefeuille (franska)                                                     | portfölj               | plånbok                                                         |
| привет (privjet) (ryska)                                                   | privat                 | hej, goddag                                                     |
| проспект (prospekt) (ryska)                                                | prospekt               | aveny                                                           |
| pulla (finska)                                                             | pulla                  | bulle                                                           |
| puta (spanska)                                                             | puta                   | hora                                                            |
| robota (polska), работа (robota) (ryska)                                   | robot                  | arbete                                                          |
| романс (romans) (ryska)                                                    | romans                 | romantisk sång                                                  |
| ρώμη (romi) (grekiska)                                                     | romer                  | hållbarhet                                                      |
| русский (russkij) (ryska)                                                  | ruskig                 | ryska (språket)                                                 |
| ρώτα (råta) (grekiska)                                                     | råtta                  | fråga                                                           |
| saikō (japanska)                                                           | psyko                  | den bäste                                                       |
| samma (japanska)                                                           | samma                  | gädda                                                           |
| sec (franska)                                                              | säck                   | torrt, ofta om vin                                              |
| секрет (ryska), sekret (polska)                                            | sekret                 | hemlig(het)                                                     |
| sekt (franska, tyska)                                                      | sekt                   | champagne, mousserande vin                                      |
| serviette (franska)                                                        | servett                | handduk, portfölj                                               |
| sin (nordsamiska)                                                          | sin                    | deras                                                           |
| slip (franska)                                                             | slips                  | herrunderkläder                                                 |
| sparare (italienska)                                                       | sparare (spara)        | skjuta (t.ex. ett gevär)                                        |
| spoorweg (nederländska)                                                    | spårväg                | järnväg                                                         |
| springen (nederländska)                                                    | springa                | hoppa                                                           |
| stoer (nederländska)                                                       | stor                   | tuff                                                            |
| tak (nederländska)                                                         | tack                   | gren                                                            |
| tak (polska)                                                               | tack                   | ja                                                              |
| tenter (franska)                                                           | tentera                | försöka                                                         |
| trampa (spanska)                                                           | trampa                 | fälla                                                           |
| tre (assyriska)                                                            | tre                    | två                                                             |
| vous (franska), voi (italienska), wy (polska), вы (vy) (ryska)             | vi                     | ni                                                              |
| vrede (nederländska)                                                       | vrede                  | fred                                                            |